# Феннвілл (Мічиган)
Феннвілл (англ. Fennville) — місто (англ. city) в США, в окрузі Аллеган штату Мічиган. Населення — 1745 осіб (2020).

## Географія
Феннвілл розташований за координатами 42°35′41″ пн. ш. 86°6′18″ зх. д. / 42.59472° пн. ш. 86.10500° зх. д. (42.594720, -86.105066).  За даними Бюро перепису населення США в 2010 році місто мало площу 2,87 км², з яких 2,84 км² — суходіл та 0,03 км² — водойми.

## Демографія
Згідно з переписом 2010 року, у місті мешкало 1398 осіб у 505 домогосподарствах у складі 346 родин. Густота населення становила 487 осіб/км².  Було 588 помешкань (205/км²).
Расовий склад населення:
| - 72,6 % — білих - 1,9 % — чорних або афроамериканців - 0,5 % — корінних американців - 0,1 % — азіатів - 20,7 % — осіб інших рас |

До двох чи більше рас належало 4,2 %. Частка іспаномовних становила 39,1 % від усіх жителів.
За віковим діапазоном населення розподілялося таким чином: 34,9 % — особи молодші 18 років, 57,4 % — особи у віці 18—64 років, 7,7 % — особи у віці 65 років та старші. Медіана віку мешканця становила 28,7 року. На 100 осіб жіночої статі у місті припадало 101,2 чоловіків;  на 100 жінок у віці від 18 років та старших — 93,2 чоловіків також старших 18 років.
Середній дохід на одне домашнє господарство  становив 40 702 долари США (медіана — 31 420), а середній дохід на одну сім'ю — 41 839 доларів (медіана — 32 813). Медіана доходів становила 38 289 доларів для чоловіків та 22 717 доларів для жінок. За межею бідності перебувало 34,6 % осіб, у тому числі 47,5 % дітей у віці до 18 років та 15,3 % осіб у віці 65 років та старших.
Цивільне працевлаштоване населення становило 637 осіб. Основні галузі зайнятості: виробництво — 34,7 %, освіта, охорона здоров'я та соціальна допомога — 14,4 %, мистецтво, розваги та відпочинок — 11,1 %, науковці, спеціалісти, менеджери — 10,0 %.